# ويسلسات
ويسلسات هي قرية ريفية في إقليم ورززات ضمن درعة تافيلالت بالمغرب. كان مجموع عدد سكان بلدية ويسلسات 15.361 نسمة يعيشون في 2.413 أسرة.(تعداد السكان الرسمي 2004)